# Andover (Kansas)
Andover – miasto w Stanach Zjednoczonych, w stanie Kansas, w hrabstwie Butler. Według spisu w 2020 roku liczy 14,9 tys. mieszkańców.
Po południu 26 kwietnia 1991 r. tornado o sile EF5 uderzyło w Andover, gdzie zdewastowało park przyczep kempingowych, zabijając 13 osób. 29 kwietnia 2022 r. Andover ponownie zostało uderzone przez tornado, tym razem klasy EF3+, podczas którego zniszczeniu uległo wiele budynków.